# Casa de Ulloa
La casa de Ulloa es una casa nobiliaria española originaria de la ciudad de Cáceres.

## Historia
El primer Ulloa que se asienta en Cáceres es Sancho Sánchez de Ulloa, probablemente entre 1320 y 1330. Este Sancho todavía vivía en 1343, y se sabe que fue un hombre rico. Fundó su casa en San Mateo, esquina a la calle Ancha, en la casa que en la actualidad es número 1 de dicha calle. Esta casa fue reformada en el siglo XV y de nuevo en el XVI.
Los primeros documentos originales conocidos de la familia Ulloa datan del siglo XV, y se refieren ya a la segunda generación de los Ulloa cacerenses. El nombre más antiguo del que hay constancia en dichos documentos, ya en 1395, es el de Fernán García de Ulloa. En 1406 aparece un Gonzalo García de Ulloa. Y en 1436 hay un Fernán García de Ulloa regidor de Cáceres.